# Radeh-ye Seyhan
Radeh-ye Seyhan (em persa: رده سيحان, também romanizada como Radeh-ye Seyḩān; também conhecida como Beyt-e Seyḩān, Radeh-ye Sobhān, Seyḩān e Seyjān) é uma aldeia do distrito rural de Bahmanshir-e Jonubi, no condado de Abadan, na província de Khuzistão, Irã.
Segundo o censo de 2006, sua população era de 537 habitantes, em 92 famílias.